# Mimic 2
Mimic 2 (eng. Mimic 2) je američki znanstvenofantastični horor iz 2001. godine, kojeg je režirao Jean de Segonzac. Scenarij filma je inspiriran istoimenom kratkom pričom Donalda A. Wollheima. Ovaj film predstavlja izravni nastavak filma Mimic, nakon kojeg ge uslijedio još jedan nastavak pod imenom Mimic 3 (eng. Mimic 3: Sentinel). Također, potrebno je napomenuti kako je ovaj film režiran direktno za DVD.

## Radnja
Nakon što su pronađena tri užasno osakaćena tijela, okačena među njujorškim visokonaponskim žicama, detektiv Klaski (Bruno Campos) slučajno pronalazi vezu među svima njima, tj. nešto što im je svima zajedničko. Naime, sve žrtve su poznavale entomologinju Remy (Alix Koromzay), koja radi kao nastavnica u srednjoj školi koja se nalazi u unutrašnjosti grada. Klaski entomologinju Remy smatra glavnom osumnjičenicom, ali ne i vjerojatnim krivcem, za ubojstva, tj. sve dok sam ne ugleda stvorenje sposobno da mijenja oblike svoga tijela koje je uhodilo Remy. Naime, stvorenje koje je on vidio je bio dvometarski žohar koji je imao lice kao ono od njegove posljednje žrtve.  Ubrzo potom u filmu se otkriva kako se to stvorenje zapravo želi pariti s Remy. Nadalje, radnja filma dovodi do situacije u kojoj su Klaski, Remy i par Remynih studenata zarobljeni u školi u kojoj ih prethodno spomenuto stvorenje lovi. Naposljetku, potrebno je još spomenuti kako vojna postrojba zadužena za uništavanje kukaca, želi riješiti prethodno spomenutu situaciju na način da školu napuni otrovnim plinom.

## Glavne uloge
- Alix Koromzay kao Remy Panos
- Bruno Campos kao detektiv Klaski
- Will Estes kao Nicky
- Gaven E. Lucas kao Sal Aguirre
- Jon Polito kao Morrie Deaver
- Jody Wood kao detektiv Clecknal
- Edward Albert kao Darksuit

## Nagrade i nominacije
Film je ukupno osvojio jednu nagradu (Video Premiere Award: najbolji vizualni efekti - Jamison Scott Goei) uz što je još ostvario i dvije nominacije (Video Premiere Award: najbolja kinematografija - Nathan Hope; najbolja montaža - Kirk M. Morri).

## Vanjske poveznice
- Mimic 2 u internetskoj bazi filmova IMDb-a
- Mimic 2[neaktivna poveznica] na All Movie Guideu